# Darfo Boario Terme

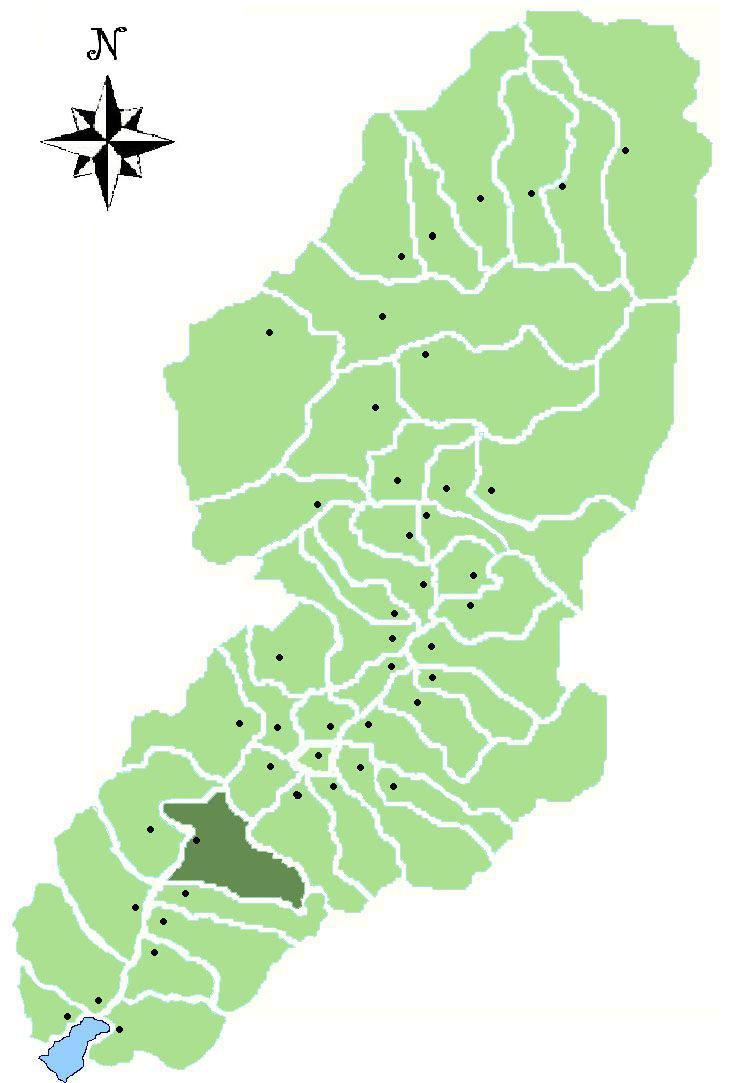
Darfo Boario Terme innerhalb des Val Camonica

Darfo Boario Terme ist eine norditalienische Gemeinde (comune) in der Provinz Brescia in der Lombardei. Sie ist die größte Ortschaft im Val Camonica. 1968 wurde dem Ort der Titel Città durch Präsidialerlass verliehen.
In Darfo fließt der Dezzo in den Oglio.
Ortsteile sind Angone, Erbanno, Gorzone und Montecchio.

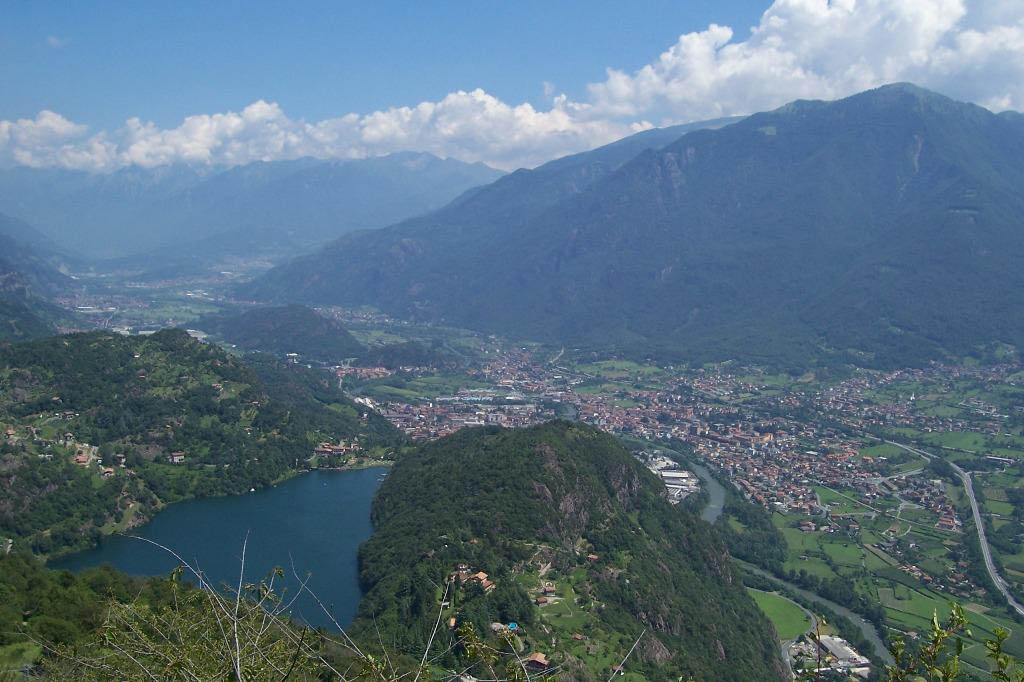
Lago Moro vor Darfo Boario Terme

## Geschichte
Die Festungsanlage Castello di Montecchio im Ortsteil Montecchio war im Hochmittelalter wegen der Lage von großer Bedeutung. Im Laufe der Zeit verkümmerte aber diese Bedeutung mehr und mehr. Die Überreste sind nur noch überwucherte Ruinen.

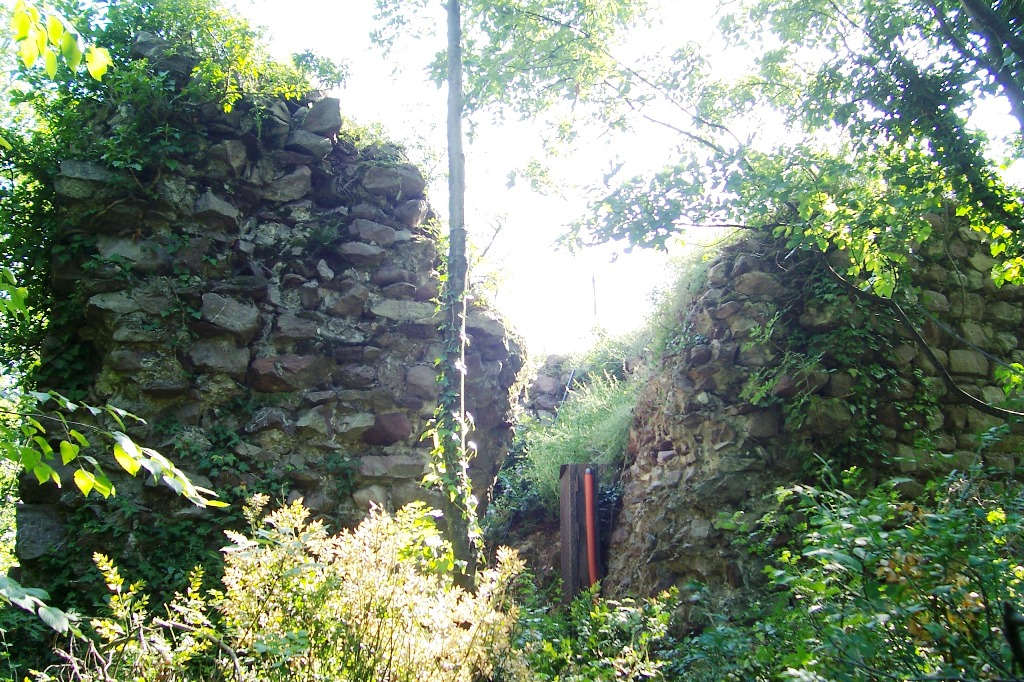
Castello di Montecchio – Überreste

## Verkehr
Darfo Boario Terme wird durchquert von der SS 42, die von Bergamo in die Alpen Richtung Bozen führt. Zwei Bahnhöfe (Darfo-Corna und Boario Terme) liegen an der Bahnstrecke Brescia–Iseo–Edolo.